# Alain de Changy

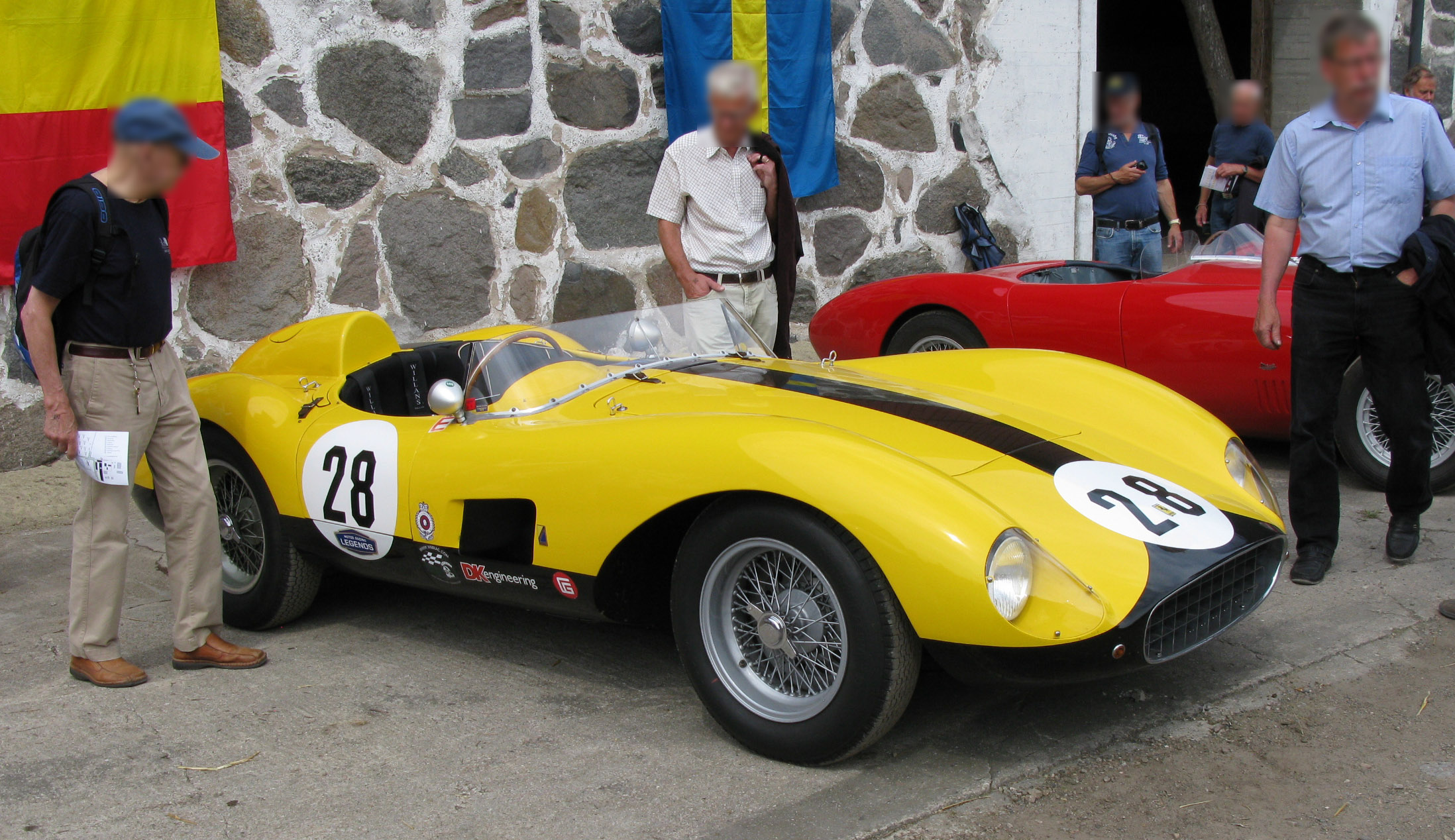
Der Ferrari 500TRC mit dem Alain de Changy 1957 Sportwagenrennen bestritt

Alain Carpentier de Changy (* 5. Februar 1922 in Brüssel; † 5. August 1994 in Etterbeek) war ein belgischer Autorennfahrer.

## Karriere
De Changy war in den 1950er-Jahren ein bekannter Sportwagenpilot, der in erster Linie für die belgische Equipe Nationale Belge an den Start ging. 1956 gab er als Partner von Lucien Bianchi sein Debüt beim 24-Stunden-Rennen von Le Mans und erzielte 1958 mit dem sechsten Gesamtrang sein bestes Ergebnis bei diesem Langstreckenrennen.
1959 scheiterte er beim Versuch sich für einen Weltmeisterschaftslauf der Formel 1 zu qualifizieren. Die Equipe Nationale Belge hatte ihm für den Großen Preis von Monaco einen Cooper T51 zur Verfügung gestellt, der 20. Rang im Training reichte aber nicht aus, um am Rennen teilnehmen zu können.
Nach einem elften Rang in Pau – seiner besten Platzierung bei einem Monoposto-Rennen – beendete er Ende 1959 seine Rennkarriere.

## Statistik

### Le-Mans-Ergebnisse
| Jahr | Team                   | Fahrzeug        | Teamkollege     | Platzierung | Ausfallgrund      |
| ---- | ---------------------- | --------------- | --------------- | ----------- | ----------------- |
| 1956 | Equipe Nationale Belge | Ferrari 500TR   | Lucien Bianchi  | Ausfall     | Lenkung           |
| 1957 | Equipe Nationale Belge | Ferrari 290MM   | Jacques Swaters | Ausfall     | Motorschaden      |
| 1958 | Equipe Nationale Belge | Ferrari 250TR   | Jean Blaton     | Rang 6      |                   |
| 1959 | Equipe Nationale Belge | Ferrari 250TR58 | Lucien Bianchi  | Ausfall     | Treibstoffleitung |

### Einzelergebnisse in der Sportwagen-Weltmeisterschaft
| Saison | Team                   | Rennwagen                   | 1   | 2   | 3   | 4   | 5   | 6   | 7   |
| ------ | ---------------------- | --------------------------- | --- | --- | --- | --- | --- | --- | --- |
| 1956   | Equipe Nationale Belge | Ferrari 750 Monza           | BUA | SEB | MIM | NÜR | KRI |     |     |
| 1956   | Equipe Nationale Belge | Ferrari 750 Monza           |     | DNF |     |     |     |     |     |
| 1957   | Equipe Nationale Belge | Ferrari 290MM Jaguar D-Type | BUA | SEB | MIM | NÜR | LEM | KRI | CAR |
| 1957   | Equipe Nationale Belge | Ferrari 290MM Jaguar D-Type |     |     |     |     | DNF | 5   |     |
| 1958   | Equipe Nationale Belge | Ferrari 250TR               | BUA | SEB | TAR | NÜR | LEM | RTT |     |
| 1958   | Equipe Nationale Belge | Ferrari 250TR               |     |     |     | DNF | 6   |     |     |
| 1959   | Equipe Nationale Belge | Ferrari 250TR               | SEB | TAR | NÜR | LEM | RTT |     |     |
| 1959   | Equipe Nationale Belge | Ferrari 250TR               | DNF |     |     |     |     |     |     |